# Élections municipales de 1989 dans le Finistère
Les élections municipales dans le Finistère ont eu lieu les 12 et 19 mars 1989. 

## Maires sortants et maires élus
| Commune                   | Population | Maire sortant          | Parti | Parti     | Maire élu                 | Parti | Parti     |
| ------------------------- | ---------- | ---------------------- | ----- | --------- | ------------------------- | ----- | --------- |
| Bannalec                  | 4 975      | Yvon Le Bris           |       | PS        | Yvon Le Bris              |       | PS        |
| Brest                     | 156 060    | Georges Kerbrat        |       | RPR       | Pierre Maille             |       | PS        |
| Briec                     | 4 587      | François Rolland       |       | UDF       | Joseph Bernard            |       | RPR       |
| Carhaix-Plouguer          | 8 591      | Jean-Pierre Jeudy      |       | Rénov.PCF | Jean-Pierre Jeudy         |       | Rénov.PCF |
| Châteaulin                | 5 357      | Hervé Tinevez          |       | RPR       | Hervé Tinevez             |       | RPR       |
| Châteauneuf-du-Faou       | 3 972      | Georges Le Meur        |       | DVG       | Christian Ménard          |       | UDF       |
| Cléder                    | 3 928      | Yves Guillou           |       | Centr.    | Yves Guillou              |       | Centr.    |
| Concarneau                | 17 984     | Gilbert Le Bris        |       | PS        | Gilbert Le Bris           |       | PS        |
| Crozon                    | 7 525      | Jean-Jacques Fabien    |       | RPR       | Jean Cornec               |       | DVG       |
| Douarnenez                | 17 653     | Michel Mazéas          |       | PCF       | Michel Mazéas             |       | PCF       |
| Ergué-Gabéric             | 5 679      | Jean Le Reste          |       | RPR       | Pierre Faucher            |       | PS        |
| Fouesnant                 | 5 239      | Louis Le Calvez        |       | UDF       | Roger Le Goff             |       | UDF       |
| Gouesnou                  | 4 061      | Jean-Claude Runavot    |       | DVD       | Jean-Claude Runavot       |       | DVD       |
| Guilers                   | 6 686      | Louis Ballard          |       | SE        | Louis Ballard             |       | SE        |
| Guipavas                  | 10 425     | Charles Kerdilès       |       | RPR       | Charles Kerdilès          |       | RPR       |
| Landerneau                | 14 482     | Paul Jarry             |       | RPR       | Jean-Pierre Thomin        |       | PS        |
| Landivisiau               | 7 964      | Charles Miossec        |       | RPR       | Charles Miossec           |       | RPR       |
| Lannilis                  | 3 939      | Jean-Louis Kerboull    |       | DVD       | Jean-Louis Kerboull       |       | DVD       |
| Le Guilvinec              | 4 091      | Xavier Charlot         |       | PS        | Xavier Charlot            |       | PS        |
| Le Relecq-Kerhuon         | 9 286      | Julien Querré          |       | RPR       | Julien Querré             |       | RPR       |
| Lesneven                  | 6 145      | Yves Le Hir            |       | DVD       | Jean Boulic               |       | DVD       |
| Loctudy                   | 3 560      | Joël Andro             |       | RPR       | Joël Andro                |       | RPR       |
| Moëlan-sur-Mer            | 6 501      | Joseph Le Bourhis      |       | SE        | Joseph Le Bourhis         |       | SE        |
| Morlaix                   | 18 348     | Jean-Jacques Cléach    |       | PS        | Arnaud Cazin d'Honincthun |       | UDF       |
| Penmarc'h                 | 6 463      | Pierre Draoulec        |       | UDF       | Pierre Draoulec           |       | UDF       |
| Plabennec                 | 6 435      | Jean-Louis Goasduff    |       | RPR       | Jean-Louis Goasduff       |       | RPR       |
| Plonéour-Lanvern          | 4 508      | Armand Pavec           |       | UDF       | Armand Pavec              |       | UDF       |
| Ploudalmézeau             | 4 771      | Alphonse Arzel         |       | UDF       | Alphonse Arzel            |       | UDF       |
| Plouescat                 | 3 935      | René Dincuff           |       | DVD       | Daniel Jacq               |       | DVD       |
| Plougastel-Daoulas        | 9 581      | Joël Jullien           |       | DVD       | André Le Gac              |       | Rénov.PCF |
| Plouguerneau              | 5 317      | Bernard Le Ven         |       | SE        | Bernard Le Ven            |       | SE        |
| Plouhinec                 | 4 900      | Henri Cogan            |       | UDF       | Henri Cogan               |       | UDF       |
| Plouigneau                | 3 608      | Joseph Urien           |       | DVD       | Joseph Urien              |       | DVD       |
| Plourin-lès-Morlaix       | 4 311      | Pierre Barbier         |       | PS        | Pierre Barbier            |       | PS        |
| Plouzané                  | 8 845      | Joseph Mélennec        |       | PS        | Yvette Duval              |       | PS        |
| Pont-de-Buis-lès-Quimerch | 3 710      | Albert Foubert         |       | RPR       | Paul Le Nest              |       | DVD       |
| Pont-l'Abbé               | 7 266      | Sébastien Jolivet      |       | UDF       | Sébastien Jolivet         |       | UDF       |
| Quimper                   | 56 907     | Marc Bécam             |       | RPR       | Bernard Poignant          |       | PS        |
| Quimperlé                 | 11 067     | Yves Guillou           |       | Centr.    | Guy Savin                 |       | PS        |
| Riec-sur-Bélon            | 4 059      | Francis Marrec         |       | DVD       | Francis Marrec            |       | DVD       |
| Roscoff                   | 3 581      | Michel Morvan          |       | UDF       | Michel Morvan             |       | UDF       |
| Rosporden                 | 6 735      | Gilbert Monfort        |       | PS        | Gilbert Monfort           |       | PS        |
| Saint-Martin-des-Champs   | 5 170      | René Fily              |       | PS        | René Fily                 |       | PS        |
| Saint-Pol-de-Léon         | 7 462      | Adrien Kervella        |       | RPR       | Adrien Kervella           |       | RPR       |
| Saint-Renan               | 5 542      | André Cheminant        |       | RPR       | André Cheminant           |       | RPR       |
| Scaër                     | 5 968      | Louis Nicolas          |       | PS        | François Bleuzen          |       | UDF       |
| Trégunc                   | 5 909      | Paulette Lecroc-Corbic |       | UDF       | Jean Lozac'h              |       | PS        |

## Résultats dans les communes de plus de3 500 habitants

### Bannalec
- Maire sortant : Yvon Le Bris (PS)
- 27 sièges à pourvoir au conseil municipal (population légale 1982 : 4 975 habitants)

|                          | Yvon Le Bris * | PS-PCF      | 1 988 | 68,93  | 23 |  |  |  |
| Union de la gauche       |                |             | 1 988 | 68,93  | 23 |  |  |  |
|                          | Jean-Noël Penn | SE          | 896   | 31,07  | 4  |  |  |  |
| Bannalec ensemble        |                |             | 896   | 31,07  | 4  |  |  |  |
|                          |                |             |       |        |    |  |  |  |
| Inscrits                 | Inscrits       | Inscrits    | 3 936 | 100,00 |    |  |  |  |
| Abstentions              | Abstentions    | Abstentions | 869   | 22,08  |    |  |  |  |
| Votants                  | Votants        | Votants     | 3 067 | 77,92  |    |  |  |  |
| Nuls                     | Nuls           | Nuls        | 183   | 4,65   |    |  |  |  |
| Exprimés                 | Exprimés       | Exprimés    | 2 884 | 73,27  |    |  |  |  |
| * Liste du maire sortant |                |             |       |        |    |  |  |  |

### Brest
- Maire sortant : Georges Kerbrat (RPR)
- 59 sièges à pourvoir au conseil municipal (population légale 1982 : 156 060 habitants)

|                                                          |                   |                                          |              |              |             |             |        |        |
| Tête de liste                                            | Tête de liste     | Liste                                    | Premier tour | Premier tour | Second tour | Second tour | Sièges | Sièges |
| Tête de liste                                            | Tête de liste     | Liste                                    | Voix         | %            | Voix        | %           | CM     |        |
|                                                          | Pierre Maille     | PS-PCF-Rénov.PCF-MRG-UDB-FB (UG)         | 27 502       | 48,41        | 36 512      | 63,71       | 49     |        |
| Brest change d'air - Liste de rassemblement de la gauche |                   |                                          | 27 502       | 48,41        | 36 512      | 63,71       | 49     |        |
|                                                          | Georges Kerbrat * | RPR-UDF-CNI                              | 10 075       | 17,73        | 20 795      | 36,29       | 10     |        |
| Bien vivre à Brest                                       |                   |                                          | 10 075       | 17,73        | 20 795      | 36,29       | 10     |        |
|                                                          | Yannick Marzin    | UDF diss. (PR diss.-CDS diss.-RPR diss.) | 9 955        | 17,52        | 20 795      | 36,29       | 10     |        |
| Brest d'abord !                                          |                   |                                          | 9 955        | 17,52        | 20 795      | 36,29       | 10     |        |
|                                                          | Philippe Parisse  | Les Verts                                | 3 477        | 6,12         |             |             |        |        |
| Pour une écologie urbaine                                |                   |                                          | 3 477        | 6,12         |             |             |        |        |
|                                                          | Bernard Pacreau   | FN                                       | 3 070        | 5,40         |             |             |        |        |
| Brest et les Brestois d'abord                            |                   |                                          | 3 070        | 5,40         |             |             |        |        |
|                                                          | Alain Poupon      | RPR diss.                                | 2 730        | 4,81         |             |             |        |        |
| Brest autrement                                          |                   |                                          | 2 730        | 4,81         |             |             |        |        |
|                                                          |                   |                                          |              |              |             |             |        |        |
| Inscrits                                                 | Inscrits          | Inscrits                                 | 92 423       | 100,00       | 92 423      | 100,00      |        |        |
| Abstentions                                              | Abstentions       | Abstentions                              | 34 646       | 37,49        | 33 123      | 35,84       |        |        |
| Votants                                                  | Votants           | Votants                                  | 57 777       | 62,51        | 59 300      | 64,16       |        |        |
| Blancs et nuls                                           | Blancs et nuls    | Blancs et nuls                           | 968          | 1,05         | 1 993       | 2,15        |        |        |
| Exprimés                                                 | Exprimés          | Exprimés                                 | 56 809       | 61,47        | 57 307      | 62,01       |        |        |
| * Liste du maire sortant                                 |                   |                                          |              |              |             |             |        |        |

### Briec
- Maire sortant : François Rolland (CDS)
- 27 sièges à pourvoir au conseil municipal (population légale 1982 : 4 587 habitants)

| Tête de liste                            | Tête de liste      | Liste          | Premier tour | Premier tour | Second tour | Second tour | Sièges | Sièges |
| Tête de liste                            | Tête de liste      | Liste          | Voix         | %            | Voix        | %           | CM     |        |
| ---------------------------------------- | ------------------ | -------------- | ------------ | ------------ | ----------- | ----------- | ------ | ------ |
|                                          | Joseph Bernard     | RPR            | 1 042        | 41,48        | 1 391       | 54,79       | 21     |        |
| Entreprendre pour Briec                  |                    |                | 1 042        | 41,48        | 1 391       | 54,79       | 21     |        |
|                                          | François Rolland * | CDS            | 767          | 30,53        | 1 148       | 45,21       | 6      |        |
| Liste d'union pour l'expansion communale |                    |                | 767          | 30,53        | 1 148       | 45,21       | 6      |        |
|                                          | René Pétillon      | PS             | 703          | 27,99        | 1 148       | 45,21       | 6      |        |
| Majorité présidentielle pour Briec       |                    |                | 703          | 27,99        | 1 148       | 45,21       | 6      |        |
|                                          |                    |                |              |              |             |             |        |        |
| Inscrits                                 | Inscrits           | Inscrits       | 3 134        | 100,00       | 3 134       | 100,00      |        |        |
| Abstentions                              | Abstentions        | Abstentions    | 532          | 16,97        | 482         | 15,38       |        |        |
| Votants                                  | Votants            | Votants        | 2 602        | 83,02        | 2 652       | 84,62       |        |        |
| Blancs et nuls                           | Blancs et nuls     | Blancs et nuls | 90           | 2,87         | 113         | 3,60        |        |        |
| Exprimés                                 | Exprimés           | Exprimés       | 2 512        | 80,15        | 2 539       | 81,01       |        |        |
| * Liste du maire sortant                 |                    |                |              |              |             |             |        |        |

### Carhaix-Plouguer
- Maire sortant : Jean-Pierre Jeudy (Rénov.PCF)
- 29 sièges à pourvoir au conseil municipal (population légale 1982 : 8 591 habitants)

| Tête de liste            | Tête de liste       | Liste          | Premier tour | Premier tour | Second tour | Second tour | Sièges | Sièges |
| Tête de liste            | Tête de liste       | Liste          | Voix         | %            | Voix        | %           | CM     |        |
| ------------------------ | ------------------- | -------------- | ------------ | ------------ | ----------- | ----------- | ------ | ------ |
|                          | Jean-Pierre Jeudy * | Rénov.PCF      | 1 968        | 40,17        | 2 596       | 52,01       | 22     |        |
| Carhaix en marche        |                     |                | 1 968        | 40,17        | 2 596       | 52,01       | 22     |        |
|                          | Jean Rohou          | DVD (app. RPR) | 1 172        | 23,92        | 2 395       | 47,99       | 7      |        |
| Carhaix pour tous        |                     |                | 1 172        | 23,92        | 2 395       | 47,99       | 7      |        |
|                          | Jean-Yves Le Saux   | RPR-UDF        | 1 096        | 22,37        |             |             |        |        |
| Agir pour Carhaix        |                     |                | 1 096        | 22,37        |             |             |        |        |
|                          | Bernard Nédélec     | PS-PCF-UDB     | 663          | 13,53        |             |             |        |        |
| Liste Bernard Nédélec    |                     |                | 663          | 13,53        |             |             |        |        |
|                          |                     |                |              |              |             |             |        |        |
| Inscrits                 | Inscrits            | Inscrits       | 6 332        | 100,00       | 6 332       | 100,00      |        |        |
| Abstentions              | Abstentions         | Abstentions    | 1 289        | 20,36        | 1 104       | 17,43       |        |        |
| Votants                  | Votants             | Votants        | 5 043        | 79,64        | 5 228       | 82,56       |        |        |
| Blancs et nuls           | Blancs et nuls      | Blancs et nuls | 144          | 2,27         | 237         | 3,74        |        |        |
| Exprimés                 | Exprimés            | Exprimés       | 4 899        | 77,37        | 4 991       | 78,82       |        |        |
| * Liste du maire sortant |                     |                |              |              |             |             |        |        |

### Châteaulin
- Maire sortant : Hervé Tinevez (RPR)
- 29 sièges à pourvoir au conseil municipal (population légale 1982 : 5 357 habitants)

|                          | Hervé Tinevez * | RPR         | 1 616 | 60,32  | 24 |  |  |  |
| Châteaulin expansion     |                 |             | 1 616 | 60,32  | 24 |  |  |  |
|                          | Yolande Boyer   | PS          | 1 063 | 39,68  | 5  |  |  |  |
| Agir ensemble autrement  |                 |             | 1 063 | 39,68  | 5  |  |  |  |
|                          |                 |             |       |        |    |  |  |  |
| Inscrits                 | Inscrits        | Inscrits    | 3 471 | 100,00 |    |  |  |  |
| Abstentions              | Abstentions     | Abstentions | 647   | 18,64  |    |  |  |  |
| Votants                  | Votants         | Votants     | 2 824 | 81,36  |    |  |  |  |
| Nuls                     | Nuls            | Nuls        | 145   | 4,17   |    |  |  |  |
| Exprimés                 | Exprimés        | Exprimés    | 2 679 | 77,18  |    |  |  |  |
| * Liste du maire sortant |                 |             |       |        |    |  |  |  |

### Concarneau
- Maire sortant : Gilbert Le Bris (PS)
- 33 sièges à pourvoir au conseil municipal (population légale 1982 : 17 984 habitants)

| Tête de liste                                                    | Tête de liste     | Liste          | Premier tour | Premier tour | Second tour | Second tour | Sièges | Sièges |
| Tête de liste                                                    | Tête de liste     | Liste          | Voix         | %            | Voix        | %           | CM     |        |
| ---------------------------------------------------------------- | ----------------- | -------------- | ------------ | ------------ | ----------- | ----------- | ------ | ------ |
|                                                                  | Gilbert Le Bris * | PS             | 3 908        | 42,03        | 5 506       | 63,43       | 27     |        |
| Concarneau espoir                                                |                   |                | 3 908        | 42,03        | 5 506       | 63,43       | 27     |        |
|                                                                  | Yvon Quéroué      | Rénov.PCF      | 1 633        | 17,56        | 5 506       | 63,43       | 27     |        |
| Liste d'union des forces démocratiques, progressistes et laïques |                   |                | 1 633        | 17,56        | 5 506       | 63,43       | 27     |        |
|                                                                  | Yves Quiniou      | CDS            | 1 738        | 18,69        | 2 067       | 23,81       | 4      |        |
| Concarneau dynamisme                                             |                   |                | 1 738        | 18,69        | 2 067       | 23,81       | 4      |        |
|                                                                  | Guy-René Leclercq | RPR-CNI-CPR    | 1 334        | 14,35        | 1 108       | 12,76       | 2      |        |
| Concarneau 89 : un nouvel élan                                   |                   |                | 1 334        | 14,35        | 1 108       | 12,76       | 2      |        |
|                                                                  | Jeanne Le Caignec | PCF            | 685          | 7,37         |             |             |        |        |
| Liste de rassemblement pour l'union de la gauche                 |                   |                | 685          | 7,37         |             |             |        |        |
|                                                                  |                   |                |              |              |             |             |        |        |
| Inscrits                                                         | Inscrits          | Inscrits       | 14 693       | 100,00       | 14 647      | 100,00      |        |        |
| Abstentions                                                      | Abstentions       | Abstentions    | 5 146        | 35,02        | 5 539       | 37,82       |        |        |
| Votants                                                          | Votants           | Votants        | 9 547        | 64,98        | 9 108       | 62,18       |        |        |
| Blancs et nuls                                                   | Blancs et nuls    | Blancs et nuls | 249          | 1,69         | 427         | 2,91        |        |        |
| Exprimés                                                         | Exprimés          | Exprimés       | 9 298        | 63,28        | 8 681       | 59,27       |        |        |
| * Liste du maire sortant                                         |                   |                |              |              |             |             |        |        |

### Douarnenez
- Maire sortant : Michel Mazéas (PCF)
- 33 sièges à pourvoir au conseil municipal (population légale 1982 : 17 653 habitants)

| Tête de liste                                               | Tête de liste   | Liste        | Premier tour | Premier tour | Second tour | Second tour | Sièges | Sièges |
| Tête de liste                                               | Tête de liste   | Liste        | Voix         | %            | Voix        | %           | CM     |        |
| ----------------------------------------------------------- | --------------- | ------------ | ------------ | ------------ | ----------- | ----------- | ------ | ------ |
|                                                             | Michel Mazéas * | PCF-PS       | 4 295        | 49,49        | 4 345       | 48,56       | 25     |        |
| Liste de la gauche unie pour le développement de Douarnenez |                 |              | 4 295        | 49,49        | 4 345       | 48,56       | 25     |        |
|                                                             | Louis Queinnec  | UDF-RPR      | 3 162        | 36,44        | 3 126       | 34,94       | 6      |        |
| Douarnenez au service de tous                               |                 |              | 3 162        | 36,44        | 3 126       | 34,94       | 6      |        |
|                                                             | Pascal Boccou   | GRIL-PSU-UDB | 1 221        | 14,07        | 1 476       | 16,50       | 2      |        |
| Le GRIL, à gauche autrement, un nouvel élan pour Douarnenez |                 |              | 1 221        | 14,07        | 1 476       | 16,50       | 2      |        |
|                                                             |                 |              |              |              |             |             |        |        |
| Inscrits                                                    | Inscrits        | Inscrits     | 13 506       | 100,00       | 13 506      | 100,00      |        |        |
| Abstentions                                                 | Abstentions     | Abstentions  | 4 626        | 34,25        | 4 419       | 32,72       |        |        |
| Votants                                                     | Votants         | Votants      | 8 880        | 65,75        | 9 087       | 67,28       |        |        |
| Nuls                                                        | Nuls            | Nuls         | 202          | 1,49         | 140         | 1,03        |        |        |
| Exprimés                                                    | Exprimés        | Exprimés     | 8 678        | 64,25        | 8 947       | 66,24       |        |        |
| * Liste du maire sortant                                    |                 |              |              |              |             |             |        |        |

### Ergué-Gabéric
- Maire sortant : Jean Le Reste (RPR)
- 29 sièges à pourvoir au conseil municipal (population légale 1982 : 5 679 habitants)

|                                     | Pierre Faucher  | PS          | 1 850 | 50,07  | 22 |  |  |  |
| Liste pour l'avenir d'Ergué-Gabéric |                 |             | 1 850 | 50,07  | 22 |  |  |  |
|                                     | Jean Le Reste * | RPR         | 1 515 | 41,00  | 6  |  |  |  |
| Ergué-Gabéric aujourd’hui et demain |                 |             | 1 515 | 41,00  | 6  |  |  |  |
|                                     | René Madec      | PCF         | 330   | 8,93   | 1  |  |  |  |
| Ergué démocratie                    |                 |             | 330   | 8,93   | 1  |  |  |  |
|                                     |                 |             |       |        |    |  |  |  |
| Inscrits                            | Inscrits        | Inscrits    | 4 589 | 100,00 |    |  |  |  |
| Abstentions                         | Abstentions     | Abstentions | 774   | 16,87  |    |  |  |  |
| Votants                             | Votants         | Votants     | 3 815 | 83,13  |    |  |  |  |
| Nuls                                | Nuls            | Nuls        | 120   | 2,61   |    |  |  |  |
| Exprimés                            | Exprimés        | Exprimés    | 3 695 | 80,52  |    |  |  |  |
| * Liste du maire sortant            |                 |             |       |        |    |  |  |  |

### Fouesnant
- Maire sortant : Louis Le Calvez (UDF-CDS), ne se représente pas
- 29 sièges à pourvoir au conseil municipal (population légale 1982 : 5 239 habitants)

| Tête de liste                  | Tête de liste  | Liste          | Premier tour | Premier tour | Second tour | Second tour | Sièges | Sièges |
| Tête de liste                  | Tête de liste  | Liste          | Voix         | %            | Voix        | %           | CM     |        |
| ------------------------------ | -------------- | -------------- | ------------ | ------------ | ----------- | ----------- | ------ | ------ |
|                                | Roger Le Goff  | UDF            | 1 709        | 46,66        | 2 139       | 58,67       | 23     |        |
| Rassemblement des Républicains |                |                | 1 709        | 46,66        | 2 139       | 58,67       | 23     |        |
|                                | Gérard Mével   | PS-PCF         | 1 181        | 32,24        | 1 507       | 41,33       | 6      |        |
| Ensemble pour Fouesnant        |                |                | 1 181        | 32,24        | 1 507       | 41,33       | 6      |        |
|                                | Pierre Merrien | DVD            | 773          | 21,10        |             |             |        |        |
| Fouesnant demain               |                |                | 773          | 21,10        |             |             |        |        |
|                                |                |                |              |              |             |             |        |        |
| Inscrits                       | Inscrits       | Inscrits       | 4 920        | 100,00       | 4 920       | 100,00      |        |        |
| Abstentions                    | Abstentions    | Abstentions    | 1 169        | 23,76        | 1 110       | 22,56       |        |        |
| Votants                        | Votants        | Votants        | 3 751        | 76,24        | 3 810       | 77,44       |        |        |
| Blancs et nuls                 | Blancs et nuls | Blancs et nuls | 88           | 1,79         | 164         | 3,33        |        |        |
| Exprimés                       | Exprimés       | Exprimés       | 3 663        | 74,45        | 3 646       | 74,10       |        |        |

### Guipavas
- Maire sortant : Charles Kerdilès (RPR)
- 33 sièges à pourvoir au conseil municipal (population légale 1982 : 10 425 habitants)

| Tête de liste                   | Tête de liste      | Liste          | Premier tour | Premier tour | Second tour | Second tour | Sièges  | Sièges |
| Tête de liste                   | Tête de liste      | Liste          | Voix         | %            | Voix        | %           | CM      |        |
| ------------------------------- | ------------------ | -------------- | ------------ | ------------ | ----------- | ----------- | ------- | ------ |
|                                 | Michel Kerjean     | PS-PCF-NG (UG) | 1 945        | 31,08        | 2 907       | 48,60       | 8       |        |
| Guipavas initiatives et progrès |                    |                | 1 945        | 31,08        | 2 907       | 48,60       | 8       |        |
|                                 | Charles Kerdilès * | RPR            | 1 928        | 30,80        | 3 075       | 51,40       | 25      |        |
| Ensemble pour Guipavas          |                    |                | 1 928        | 30,80        | 3 075       | 51,40       | 25      |        |
|                                 | Joseph Cadiou      | DVD            | 1 736        | 27,74        | 3 075       | 51,40       | 25      |        |
| Horizon nouveau pour Guipavas   |                    |                | 1 736        | 27,74        | 3 075       | 51,40       | 25      |        |
|                                 | Suzanne Rozec      | DVD            | 650          | 10,39        | Retrait     | Retrait     | Retrait |        |
| À l'écoute de Guipavas          |                    |                | 650          | 10,39        | Retrait     | Retrait     | Retrait |        |
|                                 |                    |                |              |              |             |             |         |        |
| Inscrits                        | Inscrits           | Inscrits       | 8 020        | 100,00       | 8 020       | 100,00      |         |        |
| Abstentions                     | Abstentions        | Abstentions    | 1 656        | 20,65        | 1 749       | 21,81       |         |        |
| Votants                         | Votants            | Votants        | 6 364        | 79,35        | 6 271       | 78,19       |         |        |
| Blancs et nuls                  | Blancs et nuls     | Blancs et nuls | 105          | 1,31         | 289         | 3,60        |         |        |
| Exprimés                        | Exprimés           | Exprimés       | 6 259        | 78,04        | 5 982       | 74,59       |         |        |
| * Liste du maire sortant        |                    |                |              |              |             |             |         |        |

### Le Guilvinec
- Maire sortant : Xavier Charlot (PS)
- 27 sièges à pourvoir au conseil municipal (population légale 1982 : 4 091 habitants)

| Tête de liste                                           | Tête de liste    | Liste          | Premier tour | Premier tour | Second tour | Second tour | Sièges | Sièges |
| Tête de liste                                           | Tête de liste    | Liste          | Voix         | %            | Voix        | %           | CM     |        |
| ------------------------------------------------------- | ---------------- | -------------- | ------------ | ------------ | ----------- | ----------- | ------ | ------ |
|                                                         | Xavier Charlot * | PS-PCF         | 1 072        | 49,38        | 1 200       | 53,55       | 21     |        |
| Rassemblement de la gauche démocratique et républicaine |                  |                | 1 072        | 49,38        | 1 200       | 53,55       | 21     |        |
|                                                         | Pierre Le Goff   | DVD            | 579          | 26,67        | 658         | 29,36       | 4      |        |
| Le Guilvinec de demain                                  |                  |                | 579          | 26,67        | 658         | 29,36       | 4      |        |
|                                                         | Albert Cossec    | DVD            | 520          | 23,95        | 383         | 17,09       | 2      |        |
| Union civile guilviniste                                |                  |                | 520          | 23,95        | 383         | 17,09       | 2      |        |
|                                                         |                  |                |              |              |             |             |        |        |
| Inscrits                                                | Inscrits         | Inscrits       | 3 040        | 100,00       | 3 040       | 100,00      |        |        |
| Abstentions                                             | Abstentions      | Abstentions    | 770          | 25,33        | 734         | 24,14       |        |        |
| Votants                                                 | Votants          | Votants        | 2 270        | 74,67        | 2 306       | 75,85       |        |        |
| Blancs et nuls                                          | Blancs et nuls   | Blancs et nuls | 99           | 3,25         | 65          | 2,14        |        |        |
| Exprimés                                                | Exprimés         | Exprimés       | 2 171        | 71,41        | 2 241       | 73,71       |        |        |
| * Liste du maire sortant                                |                  |                |              |              |             |             |        |        |

### Loctudy
- Maire sortant : Joël Andro (RPR)
- 27 sièges à pourvoir au conseil municipal (population légale 1982 : 3 560 habitants)

| Tête de liste                              | Tête de liste          | Liste           | Premier tour | Premier tour | Second tour | Second tour | Sièges | Sièges |
| Tête de liste                              | Tête de liste          | Liste           | Voix         | %            | Voix        | %           | CM     |        |
| ------------------------------------------ | ---------------------- | --------------- | ------------ | ------------ | ----------- | ----------- | ------ | ------ |
|                                            | Joël Andro *           | RPR             | 934          | 39,54        | 1 190       | 53,05       | 21     |        |
| Entente communale pour l'avenir de Loctudy |                        |                 | 934          | 39,54        | 1 190       | 53,05       | 21     |        |
|                                            | Joël Piété             | DVD (app. UDF)  | 598          | 25,32        |             |             |        |        |
| Loctudy dynamisme expansion                |                        |                 | 598          | 25,32        |             |             |        |        |
|                                            | Louis Le Roux          | PS              | 501          | 21,21        | 694         | 30,94       | 4      |        |
| Liste majorité présidentielle              |                        |                 | 501          | 21,21        | 694         | 30,94       | 4      |        |
|                                            | Théodore (Théo) Perrot | UDB-PCF-NG (UG) | 329          | 13,93        | 359         | 16,01       | 2      |        |
| Liste pour l'union de la gauche            |                        |                 | 329          | 13,93        | 359         | 16,01       | 2      |        |
|                                            |                        |                 |              |              |             |             |        |        |
| Inscrits                                   | Inscrits               | Inscrits        | 2 937        | 100,00       | 2 937       | 100,00      |        |        |
| Abstentions                                | Abstentions            | Abstentions     | 531          | 18,08        | 569         | 19,37       |        |        |
| Votants                                    | Votants                | Votants         | 2 406        | 81,92        | 2 368       | 80,63       |        |        |
| Blancs et nuls                             | Blancs et nuls         | Blancs et nuls  | 44           | 1,50         | 125         | 4,25        |        |        |
| Exprimés                                   | Exprimés               | Exprimés        | 2 362        | 80,42        | 2 243       | 76,37       |        |        |
| * Liste du maire sortant                   |                        |                 |              |              |             |             |        |        |

### Morlaix
- Maire sortant : Jean-Jacques Cléach (PS)
- 33 sièges à pourvoir au conseil municipal (population légale 1982 : 18 348 habitants)

|                          | Arnaud Cazin d'Honincthun | UDF-RPR     | 4 433  | 55,66  | 26 |  |  |  |
| Morlaix projet           |                           |             | 4 433  | 55,66  | 26 |  |  |  |
|                          | Jean-Jacques Cléach *     | PS-PCF      | 3 531  | 44,34  | 7  |  |  |  |
| Vivre Morlaix            |                           |             | 3 531  | 44,34  | 7  |  |  |  |
|                          |                           |             |        |        |    |  |  |  |
| Inscrits                 | Inscrits                  | Inscrits    | 11 390 | 100,00 |    |  |  |  |
| Abstentions              | Abstentions               | Abstentions | 3 148  | 27,64  |    |  |  |  |
| Votants                  | Votants                   | Votants     | 8 242  | 72,36  |    |  |  |  |
| Nuls                     | Nuls                      | Nuls        | 278    | 2,44   |    |  |  |  |
| Exprimés                 | Exprimés                  | Exprimés    | 7 964  | 69,92  |    |  |  |  |
| * Liste du maire sortant |                           |             |        |        |    |  |  |  |

### Penmarc'h
- Maire sortant : Pierre Draoulec (UDF-CDS)
- 29 sièges à pourvoir au conseil municipal (population légale 1982 : 6 463 habitants)

| Tête de liste                   | Tête de liste     | Liste          | Premier tour | Premier tour | Second tour | Second tour | Sièges | Sièges |
| Tête de liste                   | Tête de liste     | Liste          | Voix         | %            | Voix        | %           | CM     |        |
| ------------------------------- | ----------------- | -------------- | ------------ | ------------ | ----------- | ----------- | ------ | ------ |
|                                 | Pierre Draoulec * | UDF            | 1 656        | 46,10        | 2 253       | 57,71       | 23     |        |
| Penmarc'h avenir                |                   |                | 1 656        | 46,10        | 2 253       | 57,71       | 23     |        |
|                                 | Roger Coquelin    | PCF            | 822          | 22,88        | 1 651       | 42,29       | 6      |        |
| Liste pour l'union de la gauche |                   |                | 822          | 22,88        | 1 651       | 42,29       | 6      |        |
|                                 | Roger Auffret     | PS             | 691          | 19,24        | 1 651       | 42,29       | 6      |        |
| Réussir à Penmarc'h             |                   |                | 691          | 19,24        | 1 651       | 42,29       | 6      |        |
|                                 | Louis Tirilly     | DVD            | 423          | 11,78        |             |             |        |        |
| Ensemble pour Penmarc'h         |                   |                | 423          | 11,78        |             |             |        |        |
|                                 |                   |                |              |              |             |             |        |        |
| Inscrits                        | Inscrits          | Inscrits       | 5 426        | 100,00       | 5 424       | 100,00      |        |        |
| Abstentions                     | Abstentions       | Abstentions    | 1 727        | 31,83        | 1 406       | 25,92       |        |        |
| Votants                         | Votants           | Votants        | 3 699        | 68,17        | 4 018       | 74,08       |        |        |
| Blancs et nuls                  | Blancs et nuls    | Blancs et nuls | 107          | 1,97         | 114         | 2,10        |        |        |
| Exprimés                        | Exprimés          | Exprimés       | 3 592        | 66,20        | 3 904       | 71,98       |        |        |
| * Liste du maire sortant        |                   |                |              |              |             |             |        |        |

### Plougastel-Daoulas
- Maire sortant : Joël Jullien (DVD)
- 29 sièges à pourvoir au conseil municipal (population légale 1982 : 9 581 habitants)

|                                              |                |                        |              |              |             |             |         |        |
| Tête de liste                                | Tête de liste  | Liste                  | Premier tour | Premier tour | Second tour | Second tour | Sièges  | Sièges |
| Tête de liste                                | Tête de liste  | Liste                  | Voix         | %            | Voix        | %           | CM      |        |
|                                              | Joël Jullien * | DVD                    | 1 686        | 29,66        | 2 356       | 40,87       | 6       |        |
| Bon vent Plougastel                          |                |                        | 1 686        | 29,66        | 2 356       | 40,87       | 6       |        |
|                                              | André Le Gac   | Rénov.PCF-LV-DVG       | 1 332        | 23,43        | 3 409       | 59,13       | 27      |        |
| Vivre et décider ensemble pour Plougastel    |                |                        | 1 332        | 23,43        | 3 409       | 59,13       | 27      |        |
|                                              | Joseph Salaün  | PS-PCF-DVG (Maj.prés.) | 1 182        | 20,80        | 3 409       | 59,13       | 27      |        |
| Plougastel s'engage                          |                |                        | 1 182        | 20,80        | 3 409       | 59,13       | 27      |        |
|                                              | Hervé Floch    | DVD-RPR                | 1 034        | 18,19        | Retrait     | Retrait     | Retrait |        |
| Un choix pour l'avenir                       |                |                        | 1 034        | 18,19        | Retrait     | Retrait     | Retrait |        |
|                                              | Hervé Quintin  | SE                     | 450          | 7,92         |             |             |         |        |
| Union, gestion, indépendance pour Plougastel |                |                        | 450          | 7,92         |             |             |         |        |
|                                              |                |                        |              |              |             |             |         |        |
| Inscrits                                     | Inscrits       | Inscrits               | 8 031        | 100,00       | 8 031       | 100,00      |         |        |
| Abstentions                                  | Abstentions    | Abstentions            | 2 222        | 27,67        | 1 937       | 24,12       |         |        |
| Votants                                      | Votants        | Votants                | 5 809        | 72,33        | 6 094       | 75,88       |         |        |
| Blancs et nuls                               | Blancs et nuls | Blancs et nuls         | 125          | 1,55         | 329         | 4,09        |         |        |
| Exprimés                                     | Exprimés       | Exprimés               | 5 684        | 70,77        | 5 765       | 71,78       |         |        |
| * Liste du maire sortant                     |                |                        |              |              |             |             |         |        |

### Plouhinec
- Maire sortant : Henri Cogan (UDF-CDS)
- 27 sièges à pourvoir au conseil municipal (population légale 1982 : 4 900 habitants)

| Tête de liste                                             | Tête de liste    | Liste          | Premier tour | Premier tour | Second tour | Second tour | Sièges | Sièges |
| Tête de liste                                             | Tête de liste    | Liste          | Voix         | %            | Voix        | %           | CM     |        |
| --------------------------------------------------------- | ---------------- | -------------- | ------------ | ------------ | ----------- | ----------- | ------ | ------ |
|                                                           | Henri Cogan *    | UDF            | 1 353        | 45,60        | 1 602       | 50,09       | 21     |        |
| Union pour l'avenir                                       |                  |                | 1 353        | 45,60        | 1 602       | 50,09       | 21     |        |
|                                                           | Erwan Guéguen    | PS             | 918          | 30,94        | 1 596       | 49,91       | 6      |        |
| Liste d'union de la gauche pour le renouveau de Plouhinec |                  |                | 918          | 30,94        | 1 596       | 49,91       | 6      |        |
|                                                           | Marcel Youinou   | PCF            | 475          | 16,01        | 1 596       | 49,91       | 6      |        |
| Plouhinec : la gauche autrement                           |                  |                | 475          | 16,01        | 1 596       | 49,91       | 6      |        |
|                                                           | Henri Plouzennec | SE             | 221          | 7,45         |             |             |        |        |
| Plouhinec avenir                                          |                  |                | 221          | 7,45         |             |             |        |        |
|                                                           |                  |                |              |              |             |             |        |        |
| Inscrits                                                  | Inscrits         | Inscrits       | 4 117        | 100,00       | 4 114       | 100,00      |        |        |
| Abstentions                                               | Abstentions      | Abstentions    | 1 066        | 25,89        | 840         | 20,42       |        |        |
| Votants                                                   | Votants          | Votants        | 3 051        | 74,11        | 3 274       | 79,58       |        |        |
| Blancs et nuls                                            | Blancs et nuls   | Blancs et nuls | 84           | 2,04         | 76          | 1,85        |        |        |
| Exprimés                                                  | Exprimés         | Exprimés       | 2 967        | 72,07        | 3 198       | 77,73       |        |        |
| * Liste du maire sortant                                  |                  |                |              |              |             |             |        |        |

### Pont-l'Abbé
- Maire sortant : Sébastien Jolivet (UDF-CDS)
- 29 sièges à pourvoir au conseil municipal (population légale 1982 : 7 266 habitants)

| Tête de liste                                                 | Tête de liste           | Liste           | Premier tour | Premier tour | Second tour | Second tour | Sièges | Sièges |
| Tête de liste                                                 | Tête de liste           | Liste           | Voix         | %            | Voix        | %           | CM     |        |
| ------------------------------------------------------------- | ----------------------- | --------------- | ------------ | ------------ | ----------- | ----------- | ------ | ------ |
|                                                               | Sébastien Jolivet *     | UDF-RPR         | 1 863        | 44,54        | 1 999       | 45,16       | 22     |        |
| Pont-l'Abbé demain                                            |                         |                 | 1 863        | 44,54        | 1 999       | 45,16       | 22     |        |
|                                                               | Michel Le Gall          | PS-PCF-PSU (UG) | 1 700        | 40,64        | 1 957       | 44,22       | 6      |        |
| Liste du rassemblement des forces de progrès pour Pont-l'Abbé |                         |                 | 1 700        | 40,64        | 1 957       | 44,22       | 6      |        |
|                                                               | Raymond Souquet-Basiège | SE              | 620          | 14,82        | 470         | 10,62       | 1      |        |
| Agir ensemble                                                 |                         |                 | 620          | 14,82        | 470         | 10,62       | 1      |        |
|                                                               |                         |                 |              |              |             |             |        |        |
| Inscrits                                                      | Inscrits                | Inscrits        | 5 771        | 100,00       | 5 770       | 100,00      |        |        |
| Abstentions                                                   | Abstentions             | Abstentions     | 1 427        | 24,73        | 1 255       | 21,75       |        |        |
| Votants                                                       | Votants                 | Votants         | 4 344        | 75,27        | 4 515       | 78,25       |        |        |
| Blancs et nuls                                                | Blancs et nuls          | Blancs et nuls  | 161          | 2,79         | 89          | 1,54        |        |        |
| Exprimés                                                      | Exprimés                | Exprimés        | 4 183        | 72,48        | 4 426       | 76,71       |        |        |
| * Liste du maire sortant                                      |                         |                 |              |              |             |             |        |        |

### Quimper
- Maire sortant : Marc Bécam (RPR)
- 45 sièges à pourvoir au conseil municipal (population légale 1982 : 56 907 habitants)

| Tête de liste                                          | Tête de liste    | Liste          | Premier tour | Premier tour | Second tour | Second tour | Sièges | Sièges |
| Tête de liste                                          | Tête de liste    | Liste          | Voix         | %            | Voix        | %           | CM     |        |
| ------------------------------------------------------ | ---------------- | -------------- | ------------ | ------------ | ----------- | ----------- | ------ | ------ |
|                                                        | Marc Bécam *     | RPR-UDF        | 9 899        | 37,36        | 12 391      | 42,83       | 9      |        |
| Ensemble pour Quimper                                  |                  |                | 9 899        | 37,36        | 12 391      | 42,83       | 9      |        |
|                                                        | Bernard Poignant | PS             | 9 700        | 36,61        | 12 646      | 43,71       | 33     |        |
| L'avenir de Quimper                                    |                  |                | 9 700        | 36,61        | 12 646      | 43,71       | 33     |        |
|                                                        | Alain Uguen      | Les Verts-UDB  | 3 830        | 14,46        | 3 894       | 13,46       | 3      |        |
| Kemper les verts                                       |                  |                | 3 830        | 14,46        | 3 894       | 13,46       | 3      |        |
|                                                        | Piero Rainero    | PCF            | 1 867        | 7,05         |             |             |        |        |
| Liste d'union de la gauche pour l'expansion de Quimper |                  |                | 1 867        | 7,05         |             |             |        |        |
|                                                        | Michel Dor       | FN             | 1 199        | 4,53         |             |             |        |        |
| Quimper aujourd'hui                                    |                  |                | 1 199        | 4,53         |             |             |        |        |
|                                                        |                  |                |              |              |             |             |        |        |
| Inscrits                                               | Inscrits         | Inscrits       | 38 177       | 100,00       | 38 177      | 100,00      |        |        |
| Abstentions                                            | Abstentions      | Abstentions    | 11 252       | 29,47        | 8 865       | 23,22       |        |        |
| Votants                                                | Votants          | Votants        | 26 925       | 70,53        | 29 312      | 76,78       |        |        |
| Blancs et nuls                                         | Blancs et nuls   | Blancs et nuls | 430          | 1,12         | 381         | 1,00        |        |        |
| Exprimés                                               | Exprimés         | Exprimés       | 26 495       | 69,40        | 28 931      | 75,78       |        |        |
| * Liste du maire sortant                               |                  |                |              |              |             |             |        |        |

### Quimperlé
- Maire sortant : Yves Guillou (Centr.)
- 33 sièges à pourvoir au conseil municipal (population légale 1982 : 11 067 habitants)

| Tête de liste                  | Tête de liste  | Liste          | Premier tour | Premier tour | Second tour | Second tour | Sièges | Sièges |
| Tête de liste                  | Tête de liste  | Liste          | Voix         | %            | Voix        | %           | CM     |        |
| ------------------------------ | -------------- | -------------- | ------------ | ------------ | ----------- | ----------- | ------ | ------ |
|                                | Guy Savin      | PS             | 2 495        | 47,13        | 3 238       | 56,18       | 26     |        |
| Quimperlé renouveau            |                |                | 2 495        | 47,13        | 3 238       | 56,18       | 26     |        |
|                                | Yves Guillou * | Centriste      | 1 745        | 32,96        | 2 526       | 43,82       | 7      |        |
| Défense des intérêts communaux |                |                | 1 745        | 32,96        | 2 526       | 43,82       | 7      |        |
|                                | Loïc Daniel    | PR             | 1 054        | 19,91        | 2 526       | 43,82       | 7      |        |
| Quimperlé c'est nous aussi     |                |                | 1 054        | 19,91        | 2 526       | 43,82       | 7      |        |
|                                |                |                |              |              |             |             |        |        |
| Inscrits                       | Inscrits       | Inscrits       | 7 841        | 100,00       | 7 841       | 100,00      |        |        |
| Abstentions                    | Abstentions    | Abstentions    | 2 408        | 30,71        | 1 967       | 25,08       |        |        |
| Votants                        | Votants        | Votants        | 5 433        | 69,29        | 5 874       | 74,91       |        |        |
| Blancs et nuls                 | Blancs et nuls | Blancs et nuls | 139          | 1,77         | 110         | 1,40        |        |        |
| Exprimés                       | Exprimés       | Exprimés       | 5 294        | 67,52        | 5 764       | 73,51       |        |        |
| * Liste du maire sortant       |                |                |              |              |             |             |        |        |

### Riec-sur-Bélon
- Maire sortant : Francis Marrec (DVD)
- 27 sièges à pourvoir au conseil municipal (population légale 1982 : 4 059 habitants)

| Tête de liste                      | Tête de liste    | Liste          | Premier tour | Premier tour | Second tour | Second tour | Sièges | Sièges |
| Tête de liste                      | Tête de liste    | Liste          | Voix         | %            | Voix        | %           | CM     |        |
| ---------------------------------- | ---------------- | -------------- | ------------ | ------------ | ----------- | ----------- | ------ | ------ |
|                                    | Francis Marrec * | DVD            | 1 212        | 47,53        | 1 478       | 55,75       | 21     |        |
| Liste d'action pour Riec-sur-Bélon |                  |                | 1 212        | 47,53        | 1 478       | 55,75       | 21     |        |
|                                    | Jean Le Meur     | PS             | 1 052        | 41,25        | 1 173       | 44,25       | 6      |        |
| Riec ensemble                      |                  |                | 1 052        | 41,25        | 1 173       | 44,25       | 6      |        |
|                                    | Antonin Flécher  | DVD            | 286          | 11,22        |             |             |        |        |
| Ouverture et renouveau pour Riec   |                  |                | 286          | 11,22        |             |             |        |        |
|                                    |                  |                |              |              |             |             |        |        |
| Inscrits                           | Inscrits         | Inscrits       | 3 372        | 100,00       | 3 372       | 100,00      |        |        |
| Abstentions                        | Abstentions      | Abstentions    | 752          | 22,30        | 657         | 19,48       |        |        |
| Votants                            | Votants          | Votants        | 2 620        | 77,70        | 2 715       | 80,51       |        |        |
| Blancs et nuls                     | Blancs et nuls   | Blancs et nuls | 70           | 2,07         | 64          | 1,90        |        |        |
| Exprimés                           | Exprimés         | Exprimés       | 2 550        | 75,62        | 2 651       | 78,62       |        |        |
| * Liste du maire sortant           |                  |                |              |              |             |             |        |        |

### Trégunc
- Maire sortante : Paulette Lecroc-Corbic (DVD, app. UDF)
- 29 sièges à pourvoir au conseil municipal (population légale 1982 : 5 909 habitants)

| Tête de liste                                                                                        | Tête de liste            | Liste           | Premier tour | Premier tour | Second tour | Second tour | Sièges  | Sièges |
| Tête de liste                                                                                        | Tête de liste            | Liste           | Voix         | %            | Voix        | %           | CM      |        |
| --- | ------------------------ | --------------- | ------------ | ------------ | ----------- | ----------- | ------- | ------ |
| | Paulette Lecroc-Corbic * | DVD-UDF         | 1 287        | 37,18        | 1 694       | 46,18       | 6       |        |
| Vivre à Trégunc                                                                                      |                          |                 | 1 287        | 37,18        | 1 694       | 46,18       | 6       |        |
| | Jean Lozac'h             | PS-DVG          | 1 110        | 32,06        | 1 974       | 53,82       | 23      |        |
| Liste d'ouverture présentée par le Parti socialiste (1er tour) La gauche unie pour Trégunc (2d tour) |                          |                 | 1 110        | 32,06        | 1 974       | 53,82       | 23      |        |
| | Marcel Lucas             | PCF             | 383          | 11,06        | 1 974       | 53,82       | 23      |        |
| Liste d'union pour le rassemblement des forces de gauche                                             |                          |                 | 383          | 11,06        | 1 974       | 53,82       | 23      |        |
| | Joseph Talec             | DVD (Gaulliste) | 682          | 19,70        | Retrait     | Retrait     | Retrait |        |
| Pour une nouvelle gestion municipale                                                                 |                          |                 | 682          | 19,70        | Retrait     | Retrait     | Retrait |        |
| |                          |                 |              |              |             |             |         |        |
| Inscrits                                                                                             | Inscrits                 | Inscrits        | 4 994        | 100,00       | 4 994       | 100,00      |         |        |
| Abstentions                                                                                          | Abstentions              | Abstentions     | 1 461        | 29,25        | 1 203       | 24,09       |         |        |
| Votants                                                                                              | Votants                  | Votants         | 3 533        | 70,74        | 3 791       | 75,91       |         |        |
| Blancs et nuls                                                                                       | Blancs et nuls           | Blancs et nuls  | 71           | 1,42         | 123         | 2,46        |         |        |
| Exprimés                                                                                             | Exprimés                 | Exprimés        | 3 462        | 69,32        | 3 668       | 73,45       |         |        |
| * Liste de la maire sortante                                                                         |                          |                 |              |              |             |             |         |        |